# Simpsonovi (12. řada)
Dvanáctá řada amerického animovaného seriálu Simpsonovi je pokračování jedenácté řady tohoto seriálu. Byla vysílána na americké televizní stanici Fox od 1. listopadu 2000 do 20. května 2001. V Česku pak tato řada měla premiéru 3. září 2002 na ČT1. Řada má celkem 21 dílů.

## Seznam dílů
| Č. v seriálu | Č. v řadě | Původní název                  | Český název                                                                     | Režie               | Scénář                                                                          | Premiéra v USA     | Premiéra v ČR      | Produkční kód |
| ------------ | --------- | ------------------------------ | ------------------------------------------------------------------------------- | ------------------- | ------------------------------------------------------------------------------- | ------------------ | ------------------ | ------------- |
| 249          | 1         | Treehouse of Horror XI         | Speciální čarodějnický díl (ČT, Prima) Speciální čarodějnický díl XI. (Disney+) | Matthew Nastuk      | 1. část: Rob LaZebnik 2. část: John Frink a Don Payne 3. část: Carolyn Omineová | 1. listopadu 2000  | 21. ledna 2003     | BABF21        |
| 250          | 2         | A Tale of Two Springfields     | Příběh dvou Springfieldů                                                        | Shaun Cashman       | John Swartzwelder                                                               | 5. listopadu 2000  | 28. ledna 2003     | BABF20        |
| 251          | 3         | Insane Clown Poppy             | Napravení šíleného klauna (ČT, Prima) Otcovská láska (Disney+)                  | Bob Anderson        | John Frink a Don Payne                                                          | 12. listopadu 2000 | 4. února 2003      | BABF17        |
| 252          | 4         | Lisa the Tree Hugger           | Líza na větvi (ČT, Prima) Líza aktivistkou (Disney+)                            | Steven Dean Moore   | Matt Selman                                                                     | 19. listopadu 2000 | 3. září 2002       | CABF01        |
| 253          | 5         | Homer vs. Dignity              | Homer versus důstojnost                                                         | Neil Affleck        | Rob LaZebnik                                                                    | 26. listopadu 2000 | 10. září 2002      | CABF04        |
| 254          | 6         | The Computer Wore Menace Shoes | Muž, který věděl příliš mnoho (ČT, Prima) Homer bloguje (Disney+)               | Mark Kirkland       | John Swartzwelder                                                               | 3. prosince 2000   | 17. září 2002      | CABF02        |
| 255          | 7         | The Great Money Caper          | Podfuk za všechny prachy (ČT, Prima) Velký peněžní podvod (Disney+)             | Michael Polcino     | Carolyn Omineová                                                                | 10. prosince 2000  | 24. září 2002      | CABF03        |
| 256          | 8         | Skinner's Sense of Snow        | Skinnerova zkouška sněhem (ČT, Prima) Skinnerův smysl pro sních (Disney+)       | Lance Kramer        | Tim Long                                                                        | 17. prosince 2000  | 1. října 2002      | CABF06        |
| 257          | 9         | HOMЯ                           | Homr                                                                            | Mike B. Anderson    | Al Jean                                                                         | 7. ledna 2001      | 11. února 2003     | BABF22        |
| 258          | 10        | Pokey Mom                      | Marge a mukl (ČT, Prima) Marge a trestanec (Disney+)                            | Bob Anderson        | Tom Martin                                                                      | 14. ledna 2001     | 8. října 2002      | CABF05        |
| 259          | 11        | Worst Episode Ever             | Náhlá srdeční příhoda (ČT, Prima) Nejhorší díl (Disney+)                        | Matthew Nastuk      | Larry Doyle                                                                     | 4. února 2001      | 15. října 2002     | CABF08        |
| 260          | 12        | Tennis the Menace              | Bratrovražedný tenis (ČT, Prima) Tenisová hrozba (Disney+)                      | Jen Kamermanová     | Ian Maxtone-Graham                                                              | 11. února 2001     | 22. října 2002     | CABF07        |
| 261          | 13        | Day of the Jackanapes          | Den spratka (ČT, Prima) Den pomsty (Disney+)                                    | Michael Marcantel   | Al Jean                                                                         | 18. února 2001     | 29. října 2002     | CABF10        |
| 262          | 14        | New Kids on the Blecch         | Nová chlapecká kapela                                                           | Steven Dean Moore   | Tim Long                                                                        | 25. února 2001     | 5. listopadu 2002  | CABF12        |
| 263          | 15        | Hungry, Hungry Homer           | Homer drží hladovku                                                             | Nancy Kruseová      | John Swartzwelder                                                               | 4. března 2001     | 12. listopadu 2002 | CABF09        |
| 264          | 16        | Bye, Bye, Nerdie               | Konec šikany ve Springfieldu (ČT, Prima) Sbohem a šáteček (Disney+)             | Lauren MacMullanová | John Frink a Don Payne                                                          | 11. března 2001    | 19. listopadu 2002 | CABF11        |
| 265          | 17        | Simpson Safari                 | Simpsonovi v Africe (ČT, Prima) Simpsonovi na safari (Disney+)                  | Mark Kirkland       | John Swartzwelder                                                               | 1. dubna 2001      | 26. listopadu 2002 | CABF13        |
| 266          | 18        | Trilogy of Error               | Trilogie omylů                                                                  | Mike B. Anderson    | Matt Selman                                                                     | 29. dubna 2001     | 10. prosince 2002  | CABF14        |
| 267          | 19        | I'm Goin' to Praiseland        | Vzhůru do Svatoparku! (ČT, Prima) Maudelandia (Disney+)                         | Chuck Sheetz        | Julie Thackerová                                                                | 6. května 2001     | 17. prosince 2002  | CABF15        |
| 268          | 20        | Children of a Lesser Clod      | Homerem zapomenuté děti (ČT, Prima) Homerova školka (Disney+)                   | Mike Polcino        | Al Jean                                                                         | 13. května 2001    | 7. ledna 2003      | CABF16        |
| 269          | 21        | Simpsons Tall Tales            | Tulácké báchorky (ČT, Prima) Báchorky (Disney+)                                 | Bob Anderson        | 1. část: John Frink a Don Payne 2. část: Bob Bendetson 3. část: Matt Selman     | 20. května 2001    | 14. ledna 2003     | CABF17        |